# Ния (река)
Ни́я — река в Иркутской области России, правый приток реки Таюры, бассейн реки Лены.
Берёт своё начало на Лено-Ангарском плато. Течёт по этому же плато и впадает в реку Таюру. Длина реки — 98 км.
На левом берегу реки расположен одноимённый посёлок, возникший как рабочий лагерь при строительстве Байкало-Амурской магистрали.

## Гидрология
Питание смешанное. Замерзает в октябре, вскрывается в мае. Характерны летние дождевые паводки. По данным наблюдений с 1976 по 1988 год среднегодовой расход воды в районе посёлка Ния (38 км от устья) составляет 5,61 м³/с.

## Данные водного реестра
По данным государственного водного реестра России и геоинформационной системы водохозяйственного районирования территории РФ, подготовленной Федеральным агентством водных ресурсов:
- Бассейновый округ — Ленский
- Речной бассейн — Лена
- Речной подбассейн — отсутствует
- Водохозяйственный участок — Лена от города Усть-Кут до города Киренска